# Max Miller (lottatore)
Max Miller (fl. XX secolo) è stato un lottatore statunitense.
Partecipò alle gare di lotta dei pesi piuma ai Giochi olimpici di Saint Louis 1904, dove fu sconfitto ai quarti da Dietrich Wortmann.